# 奥斯蒂亚
奥斯蒂亚（法語：Hostiaz，法語發音：[ɔstja]）是法国东部安省的一个旧市镇，属于贝莱区。2019年，奥斯蒂亚与临近的3个市镇合并为新市镇普拉托多特维尔。

## 地理
奥斯蒂亚（45°54'6"N, 5°32'4"E）面积10.6 平方千米，位于法国奥弗涅-罗讷-阿尔卑斯大区安省，该省份为法国东部省份，北起汝拉省，西北接索恩-卢瓦尔省，西接罗讷省和里昂大都会，南至伊泽尔省，东与萨瓦省、上萨瓦省和瑞士接壤。
与奥斯蒂亚接壤的市镇（或旧市镇、城区）包括：拉比尔邦什、欧特维尔-洛讷、普雷米略、特奈、泰济略。
奥斯蒂亚的时区为UTC+01:00、UTC+02:00（夏令时）。

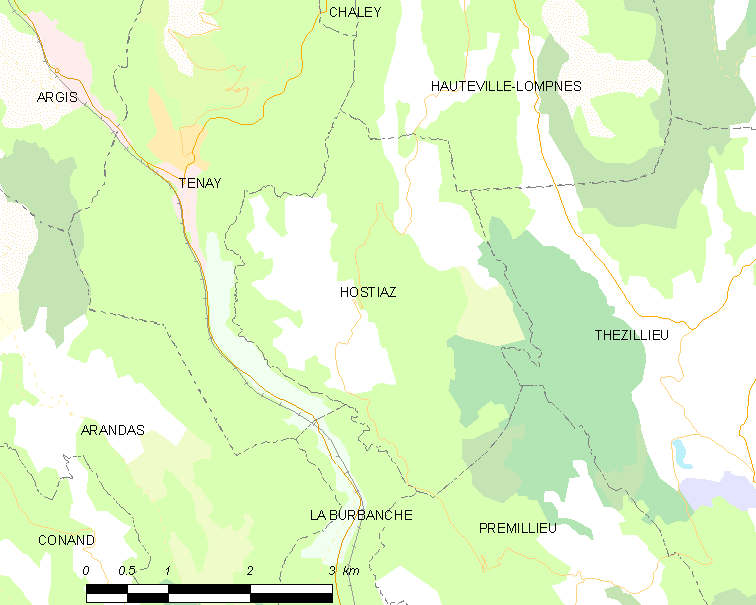
奥斯蒂亚的OSM定位图

## 行政
奥斯蒂亚的邮政编码为01110，INSEE市镇编码为01186。

## 政治
奥斯蒂亚所属的省级选区为普拉托多特维尔县。

## 人口

1962-2008年间奥斯蒂亚人口变化图示

奥斯蒂亚于2018年1月1日时的人口数量为87人。